# Мусхелишвили, Ростом Ильич
Ростом Ильич Мусхелишвили (груз. როსტომ ილიას ძე მუსხელიშვილი, 1889—1923) — грузинский генерал, начальник военной разведки Генерального штаба Министерства обороны Грузии. Служил в регулярной армии Демократической Республики Грузия.

## Биография
Служил в Русской армии, имел ряд наград
После установления в начале 1921 года в Грузии советской власти и эмиграции прежнего меньшевистского правительства страны, остался в Грузии и вступил в подпольное движение — Комитет за независимость Грузии, который возглавил Котэ Абхази.
В марте 1923 года вместе с Абхази и другими членами Военного Центра (Александр Андроникашвили, Варден Цулукидзе, полковник Георгий Химшиашвили, Михаил Зандукели, Симон Багратион-Мухранский, Парнаоз Каралашвили, Иасон Кереселидзе, Иване Кутателадзе, Симон Чиабришвили, Александре Мачавариани, Элизбар Гулисашвили, Леван Климиашвили и Дмитрий Чрдилели) был арестован органами ГПУ.
20 мая 1923 года расстрелян вместе с другими 14 членами военного центра на территории нынешнего парка Ваке.
Дочь — Нонна.
Брат — Георгий (1889—1937)

## Память

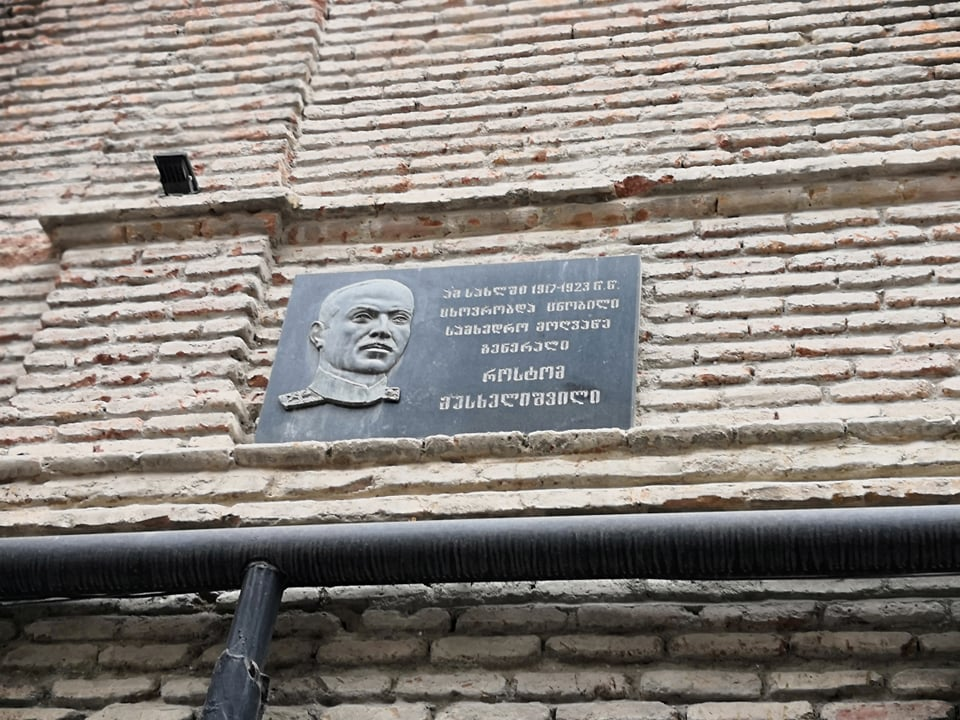

Мемориальная доска в Тбилиси, ул. Гизо Нишнианидзе (бывшая Коджорская), 6.